# Tweede Kamerverkiezingen 1994/Kandidatenlijst/PvdA
De kandidatenlijst voor de Tweede Kamerverkiezingen 1994 van de PvdA was als volgt:

## De lijst
- vet: verkozen
- schuin: voorkeurdrempel overschreden

1. Wim Kok - 1.868.410 stemmen
2. Jacques Wallage - 32.193
3. Thijs Wöltgens - 27.549
4. Karin Adelmund - 60.125
5. Jan Pronk - 26.765
6. Aad Kosto - 5.612
7. Hans Alders[1] - 3.250
8. Relus ter Beek - 4.129
9. Rick van der Ploeg - 4.530
10. Tineke Netelenbos-Koomen - 5.932
11. Ad Melkert - 797
12. Willem Vermeend - 2.313
13. Rob Oudkerk - 1.102
14. Saskia Noorman-den Uyl - 13.371
15. Ruud Vreeman - 780
16. Jan van Zijl - 531
17. Jeltje van Nieuwenhoven - 2.432
18. Adri Duivesteijn - 866
19. Flip Buurmeijer - 944
20. Maarten van Traa - 1.074
21. Ella Kalsbeek-Jasperse - 680
22. Thanasis Apostolou - 1.427
23. Dick de Cloe - 428
24. Eisso Woltjer - 806
25. Margo Vliegenthart - 948
26. Evan Rozenblad - 1.486
27. Henk Vos - 935
28. Martin Zijlstra - 772
29. Peter van Heemst - 1.847
30. Johanneke Liemburg - 4.066
31. John Lilipaly - 9.142
32. Ferd Crone - 938
33. Gerda Dijksman - 3.133
34. Sharon Dijksma - 18.379
35. Gerritjan van Oven - 1.853
36. Josephine Verspaget - 1.150
37. Wim van Gelder - 677
38. Marjet van Zuylen[1] - 1.842
39. Mieke van der Burg e.v. Wehmeijer[2] - 763
40. Servaas Huys[2] - 2.471
41. Jaap Jelle Feenstra[2] - 480
42. Rob van Gijzel[2] - 396
43. Mieke Sterk[2] - 1.395
44. Bert Middel[2] - 482
45. Hamid Houda[2] - 483
46. Willie Swildens-Rozendaal[2] - 257
47. Tineke Witteveen-Hevinga[2] - 511
48. Peter Rehwinkel[2] - 345
49. Gerrit Valk[2] - 352
50. Leni van Rijn-Vellekoop - 624
51. Arie de Jong[2] - 1.851
52. Dick Benschop - 260
53. Han Noten - 147
54. Bert Koenders[2] - 185
55. Marja Wagenaar[2] - 900
56. Elsbeth van Hylckama Vlieg - 2.863
57. Gerrit Jan van Otterloo - 16.643
58. Annemarie Grewel - 2.245
59. Arie Kuijper - 651
60. Noor Samkalden - 362
61. Mariëtte Hamer - 261
62. Irene Havermans - 1.045
63. Tom Stom - 289
64. Sybren Piersma - 136
65. Willem Witteveen - 242
66. Wim Derksen - 220
67. Leo Balai - 1.321

CDA · PvdA · VVD · D66 · GroenLinks · SGP · GPV · RPF · Centrumdemocraten · De Nieuwe Partij · PSP'92 · SP · SAP · Natuurwetpartij · PMR · Unie 55+ · SBP · AOV · CP'86 · Libertarische Partij · De Groenen · Vrije Indische Partij · NCPN · ADP · Solidair '93 · Patriottisch Democratisch Appèl
1946 · 1948 · 1952 · 1956 · 1959 · 1963 · 1967 · 1971 · 1972 · 1977 · 1981 · 1982 · 1986 · 1989 · 1994 · 1998 · 2002 · 2003 · 2006 · 2010 · 2012 · 2017 · 
2021 · 2023